# Youth Lagoon
Youth Lagoon, pseudonimo di Trevor Powers (San Diego, 18 marzo 1989), è un musicista statunitense.

## Discografia
- 2011 - The Year of Hibernation
- 2013 - Wondrous Bughouse
- 2015 - Savage Hills Ballroom
- 2018 - Mulberry Violence
- 2025 - Rarely Do I Dream